# Nasamonica oxymorpha
Nasamonica oxymorpha är en fjärilsart som beskrevs av Edward Meyrick 1922. Nasamonica oxymorpha ingår i släktet Nasamonica och familjen säckmalar. Inga underarter finns listade i Catalogue of Life.